# Bella Veneet

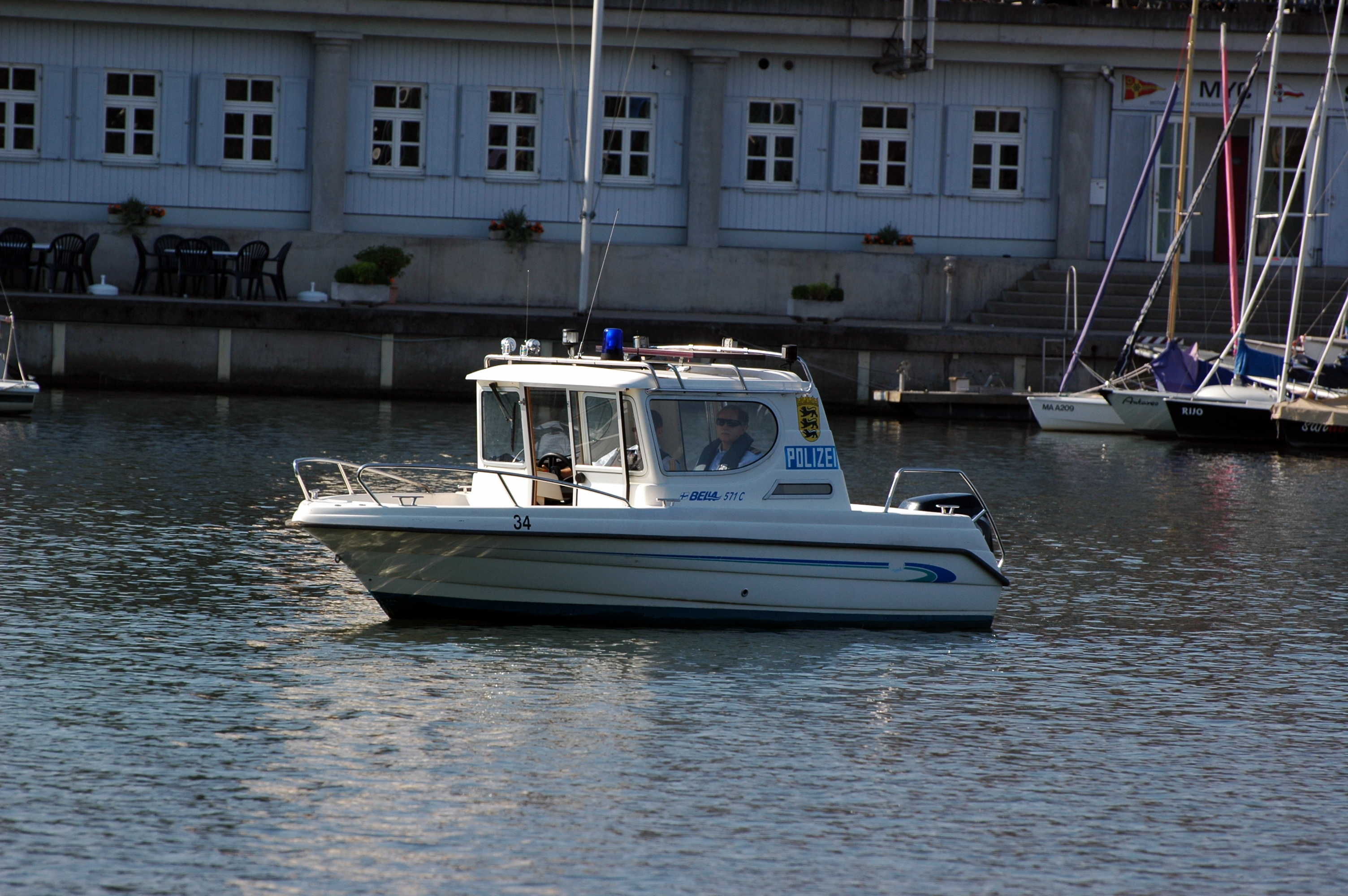
Bella 571C som polisbåt i Heidelberg i Tyskland

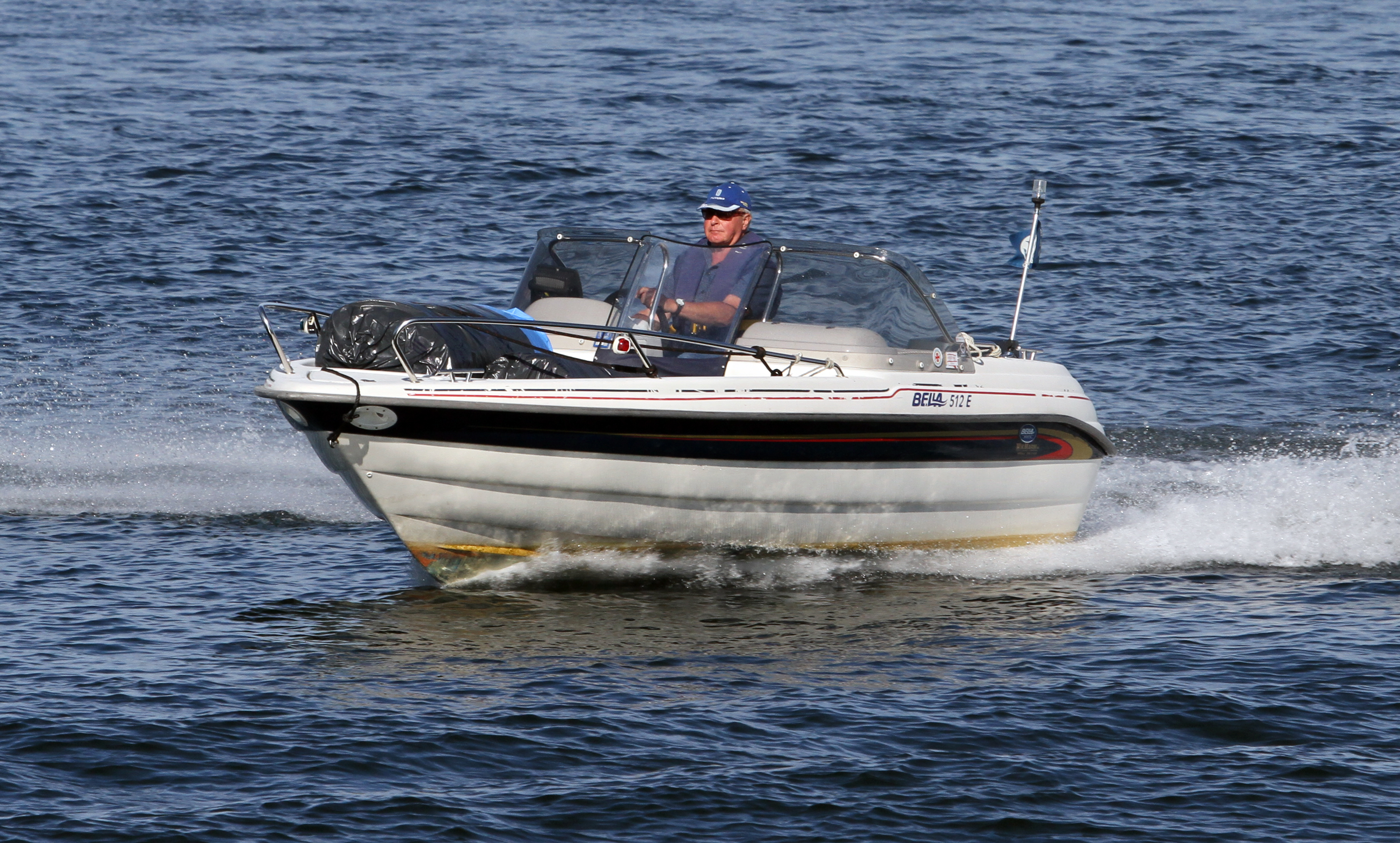
Bella 512E

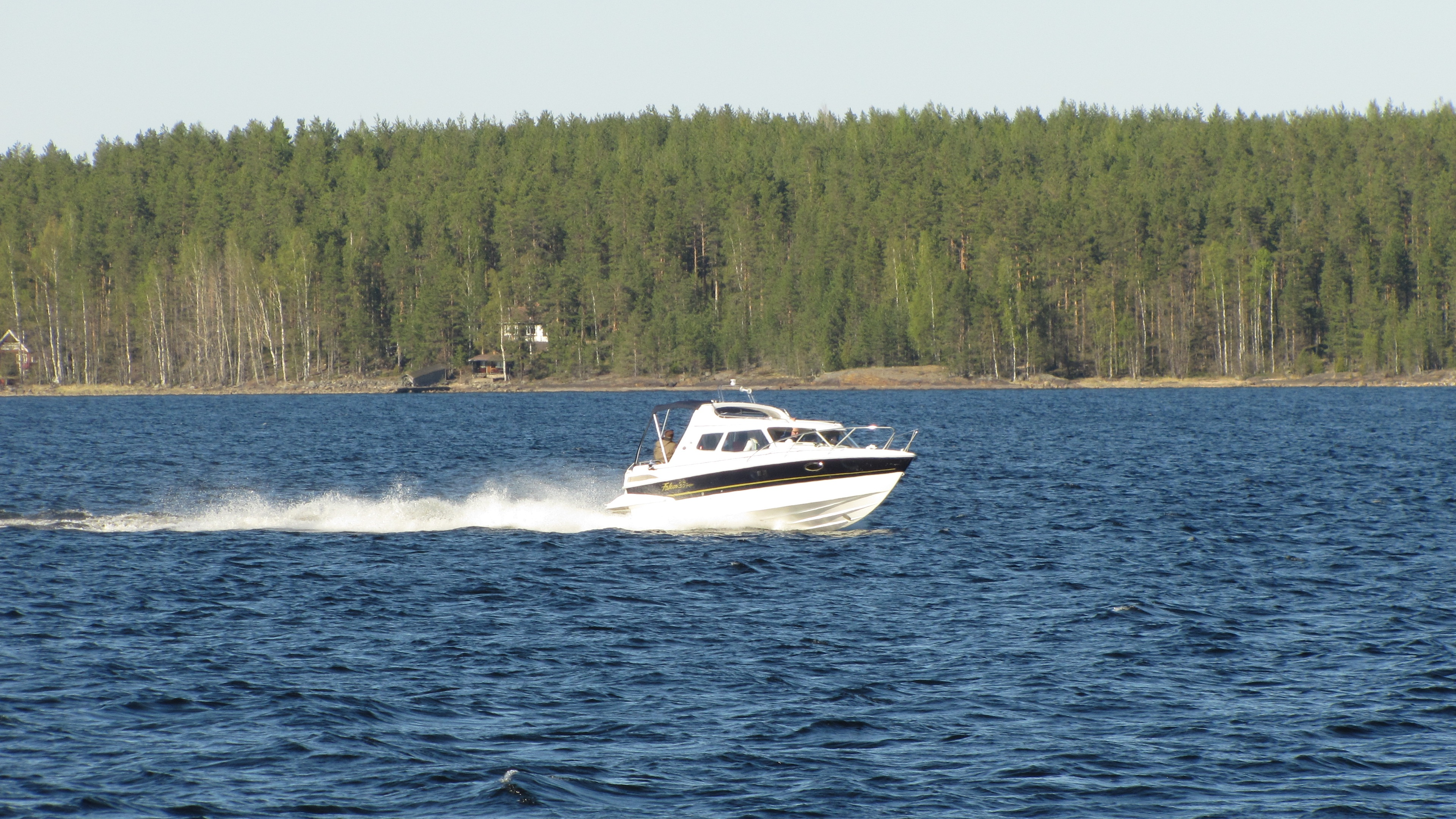
Falcon 35

Bella-Veneet Oy var en av Finlands största tillverkare av motorbåtar framför allt i glasfiberarmerad plast, med båtar sålds under varumärkena Bella Boats, Flipper Boats, Aquador Boats och Falcon Boats, det senare för båtar tillverkade i aluminium.
Bella-Veneet köptes i slutet av 2018, då med tillverkning i Kuopio och Larsmo, av Nimbus AB.

## Historik
Bella-Veneet grundades omkring 1970 av Raimo Sonninen. Det köpte Flipper Boats 1992. Företaget utökade 2000 sitt utbud Genom köp av varumärket Aquador Boats och 2001 av båtvarvet West-Coast Marine Ky i Karleby. Brunswick Corporation har varit delägare i Bella-Veneet sedan 2003. Båtarna tillverkas som mest i sju fabriker i Finland.
Brunswick Corporation förvärvade 2003 36 % av aktiekapitalet.

## Varumärken

### Aqaudor Boats
Huvudartikel: Aquador Boats
Aquador Boats är företagets varumärke i den övre klassen av båtmodeller. Varumärket har sedan år 2000 varit i företagets ägo.

### Bella Boats
Huvudartikel: Bella Boats
Bella Boats är företagets varumärke i den mellersta klassen av båtmodeller. Varumärket har varit i företagets ägo sedan 1974. Bella Boats tillverkning sker i egna fabriker i Jakobstad och Larsmo i Finland. 

### Flipper Boats
Huvudartikel: Flipper Boats
Flipper Boats är företagets varumärke för fritidsbåtar. Varumärket har varit i företagets ägo sedan 1992.

### Falcon Boats
Huvudartikel: Falcon Boats
Falcon boats grundades av båttillverkaren Bella Boats år 2017 och Falcon Boats tillverkar båtar av aluminium. År 2018 blir de uppköpta av Nimbus Group.